# St George's Park National Football Centre
Il St George's Park National Football Centre è un impianto sportivo situato a Burton upon Trent, in Inghilterra, nella contea dello Staffordshire. È il centro nazionale della Federazione calcistica dell'Inghilterra, ed è costruito su un terreno di circa 130 ettari. Il centro è stato ufficialmente inaugurato il 9 ottobre 2012.
Lo scopo del centro sportivo è quello di essere la sede di tutto il lavoro di coaching e dell'allenamento e della preparazione di tutte le squadre nazionali di calcio inglesi: quelle dei calciatori con disabilità, di futsal e di calcio.

## Storia
Costato circa 100000000 sterline, ovvero 117000000 euro, il centro sportivo fu iniziato il 31 gennaio 2011, con quasi 400 operai al lavoro, e l'inaugurazione avvenne il 9 ottobre 2012.
Il terreno usato per costruire l'impianto fu acquistato per 2 milioni di sterline nel 2001. Dopo aver analizzato tutti i centri nazionali di calcio esistenti, il progetto del direttore della FA Howard Wilkinson si è basato sul centro sportivo francese di Clairefontaine, vicino a Parigi.
La FA ha apportato delle modifiche al progetto nel 2002, quando ci furono delle spese impreviste (anche di 100 milioni di sterline) riguardanti lo stadio di Wembley. Per queste difficoltà finanziarie l'inizio dei lavori è slittato di qualche anno.
Dal 2003 al 2008 il progetto del nuovo impianto sportivo fu più volte ripreso e abbandonato, ma nel 2008 il giornalista di The Independent Trevor Brooking chiese il completamento dei lavori entro il 2010, affermando che senza un centro nazionale il lavoro dell'allenatore dell'Inghilterra sarebbe diventato molto più difficile.

## Descrizione
Dopo che il progetto fu approvato nel 2008, allo stesso progetto furono aggiunti un centro di scienze sportive, una SPA, una palestra e un  hotel con 282 camere. L'impianto contiene 12 campi di allenamento, con superfici sia in erba che artificiali, una delle quali è una replica esatta della superficie utilizzata allo stadio di Wembley, e inoltre un campo indoor a grandezza naturale. Dispone inoltre di una zona per l'idroterapia.

## Utilizzo
Il direttore del progetto, David Sheepshanks, ha dichiarato: 
L'impianto è stato utilizzato ad ottobre 2012, a maggio 2015 e a gennaio 2021 dalla Nazionale inglese di rugby, dallo Steaua Bucarest per il ritiro precampionato nel 2013 e da Galatasaray e Monaco. In seguito, a marzo 2014 la squadra statunitense Minnesota Utd ha effettuato allenamenti nel centro, seguito a luglio dello stesso anno e anche nel 2016 dal Barcellona.
Nel 2018 il centro sportivo ha ospitato cinque partite della fase a gironi del Campionato europeo di calcio Under-17 2018, e ha ospitato un torneo di Rugby Sevens tra Gran Bretagna, Irlanda e Stati Uniti d'America, in preparazione alle Olimpiadi del 2020.